# ديمة بن سعيد (الريف الغربي)
ديمة بن سعيد (بالفارسية: دیمه بن‌سعید) هي منطقة سكنية تقع في إيران في قسم الريف الغربي الريفي. يقدر عدد سكانها بـ 34 نسمة .